# Mercado hipotecario en Dinamarca
El mercado hipotecario en Dinamarca está ampliamente reconocido como uno de los mejores, más eficaces y más sofisticados mercados de financiación de la vivienda en el mundo, presentando algunas características únicas.

## Eficacia del sistema hipotecario de Dinamarca
Hay tres característica generales que hacen del sistema hipotecario en Dinamarca un modelo de eficacia:
- 1 -Tipos de interés bajos: al conceder a los clientes (prestatarios) créditos muy flexibles y transparentes con condiciones en el tipo interés muy cercanas a las de financiación del mercado de capitales.[2]
- 2 - Bajo riesgo hipotecario: al mismo tiempo, los bonos con garantía hipotecaria traspasan el riesgo de mercado desde el banco emisor de hipotecas a los tenedores de bonos.
- 3 - Principio de equilibrio y fuerte regulación: por último, las estrictas normas de tasación de propiedad, gestión del riesgo crediticio de los bancos hipotecarios, y fuertes regulaciones incluido el denominado principio de equilibrio, que históricamente han protegido a los bonos hipotecarios de riesgo de incumplimiento (impago o default).

## Características generales del sistema hipotecario danés

### Préstamos exclusivos de los bancos hipotecarios y supervisión de FSA
En Dinamarca, los bancos hipotecarios son las únicas instituciones financieras autorizadas para conceder préstamos frente a las hipotecas de bienes inmuebles mediante la emisión de cédulas hipotecarias (Realkreditobligationer). El alcance de las actividades permitidas a los bancos hipotecarios se limita a la creación y el mantenimiento de los préstamos hipotecarios, su financiación, exclusivamente a través de la emisión de cédulas hipotecarias, y actividades que se consideran accesorias. En 2007, existían ocho bancos hipotecarios activos en el mercado hipotecario danés, algunos afiliados a los bancos comerciales. El principio del prestamista especializado y la racionalización progresiva del sistema explican que el alto nivel de concentración del mercado hipotecario danés es bastante insólito en Europa, solo seguido por el mercado sueco.
Una institución separada del Banco Central de Dinamarca (Nationalbanken) y dependiente del Ministerio de Economía y Negocios, el FSA danés (Finanstilsynet) es responsable de la supervisión de las instituciones financieras como los bancos, las instituciones de crédito hipotecario ya mencionadas y las compañías de seguros y pensiones. El FSA también supervisa el mercado de valores. La evaluación del riesgo se lleva a cabo distinguiendo entre el riesgo general asociado a cualquier institución y el riesgo específico asociado a determinadas instituciones, con un enfoque especial en el marco creado por la Ley de Crédito Hipotecario. 

### Principio de equilibrio
La Ley de Crédito Hipotecario de Dinamarca impone estrictas normas de congruencia entre los activos (por ejemplo, préstamos hipotecarios) y los pasivos (por ejemplo, los bonos hipotecarios) de las entidades de crédito hipotecario. Cada nuevo préstamo es, en principio, financiado por la emisión de bonos hipotecarios nuevos de la misma magnitud siendo el flujo de fondos y características de los vencimientos idénticos, conocido como el principio de equilibrio, es decir, el principio de cuentas equilibradas. Los fondos recaudados de la venta de bonos van al prestatario y del mismo modo, los pagos de intereses y principal van directamente a los inversores que tienen bonos hipotecarios. Por otra parte, la Ley de Crédito Hipotecario establece reglas estrictas de préstamo que se diferencian en función del tipo de propiedad financiada. El ratio máximo del préstamo al valor (LTV) y los períodos de los préstamos son establecidos según la categoría de la propiedad. Mientras que para todas las categorías de propiedades, el periodo de préstamo máximo puede ser de hasta 30 años (préstamos de interés variable, introducidos en 1996), los límites máximos de crédito difieren significativamente según la naturaleza de la propiedad hipotecada. Para viviendas ocupadas por sus propietarios, propiedades de alquiler, viviendas en cooperativa y proyectos de vivienda, los préstamos hipotecarios pueden representar hasta un 80 por ciento del valor de la propiedad. Por el contrario, el máximo ratio LTV se limita a un 70 por ciento para las propiedades agrícolas, el 60 por ciento para bienes raíces comerciales y segundas residencias, y 40 por ciento para obra por construir.

### Historia y cambios en la era financiera global
En 2019, después de la crisis de las hipotecas subprime de 2007 y la posterior crisis financiera y económica George Soros instó a Washington, Wall Street y en general a quienes habían sufrido la crisis de las hipotecas que observasen con atención el funcioamiento y organización del mercado de crédito más antiguo del mundo, el mercado hipotecario de Dinamarca, caracterizado por la transparencia, por la regulación y el equilibrio. Los daneses comenzaron a titulizar hipotecas después de que un incendio destruyera una gran parte de Copenhague en 1795. La ciudad necesitaba recaudar dinero para nuevas casas rápidamente, y decidió adoptar un método de recaudación de fondos que funcionaba en Alemania. "Desde 1795, nunca ha habido un bono hipotecario danés en mora", señala Jorne Strunge, profesional de la Asociación de Bancos Hipotecarios Daneses. "Es una larga tradición".
La primera Ley Hipotecaria danesa fue aprobada en 1850, estableciendo nuevas entidades de crédito hipotecario, que fueron lanzadas como asociaciones sin ánimo de lucro. Los préstamos frente a las hipotecas sobre bienes inmuebles se financiaban mediante la emisión de bonos en series. Inicialmente, los prestatarios eran solidariamente responsables por las obligaciones del fondo común (pool) de hipotecas correspondientes. El sistema siguió evolucionando a partir de entonces, en particular en la década de 1970, cuando la financiación hipotecaria se ha simplificado y estandarizado. La última ronda principal de la reforma se llevó a cabo en 1989, que entre otras autoriza a los bancos comerciales a poseer instituciones de crédito hipotecario. Después de 2001, la mayoría de los bonos hipotecarios se emitieron sin la responsabilidad solidaria de los prestatarios. 
La evolución desde un principio de equilibrio total hacia uno global ha dado a las instituciones de crédito hipotecario una cierta flexibilidad limitada en la gestión de sus activos y pasivos.
Antes del 2000, las ICH (Instituciones de Crédito Hipotecario) estaban obligadas a aplicar una combinación perfecta entre sus activos y sus pasivos con respecto a la tasa de interés y las características de los vencimientos. En el año 2000 se introducen una serie de enmiendas generales a la Ley de Crédito Hipotecario relajando los estrictos requisitos que imponen la coordinación de préstamos y bonos, y en su lugar se introducen requisitos específicos sobre los riesgos agregados (Es decir, las tasas de interés, liquidez, tipo de cambio y los riesgos de la contraparte), por tanto permitiendo la innovación del producto mientras se mantiene la rígida gestión restrictiva de los activos y pasivos. 
Por ejemplo, mientras que los bonos hipotecarios deben ser asegurados en los préstamos concedidos para hipotecas sobre bienes inmuebles, hasta un 2 por ciento de la serie de bonos pueden ser garantizados (CMO) por fiables sustitutos de activos, tales como los bonos gubernamentales, con el fin de facilitar la gestión del riesgo de amortización (Redemption risk). Sin embargo, el riesgo de tipo de interés (Interest rate risk), derivado del desajuste entre los activos y pasivos no puede representar más del 1 por ciento del capital base de la institución. Las brechas de liquidez (Liquidity gaps), medidas como el presente valor neto de los flujos de caja relativos a los préstamos y financiación son limitadas a una proporción cada vez menor del capital base según la fecha de pago se acerca: los déficits de liquidez de los pagos previstos para más de 10 años puede representar hasta el 100 por ciento del capital base de la institución. Estos no pueden superar el 50 por ciento a su vencimiento entre el año 4º y el 10º, y se limitan a un 25 por ciento para los pagos con vencimiento entre los años 1º y 3º. Mientras, a las ICH se les permite usar opciones para administrar sus activos y pasivos, que son normalmente
limitados a las opciones con un vencimiento de cuatro años o menos. Por último, a las ICH no se les permite llevar el riesgo de cambio (Exchange rate risk) por encima del 0,1 por ciento de su base de capital.
Desde el punto de vista del inversor, permitir que el propietario compre los bonos reduce el riesgo de que un prestatario se vea en pérdidas patrimoniales (negative equity) y decida entregar las llaves.
En Dinamarca nunca se han dado casos de impago en bonos hipotecarios.

## Sistema

### El registro de propiedad y la concesión de un préstamo
Un sistema hipotecario depende del registro efectivo de las parcelas y los derechos de propiedad. El catastro (Matriklen), que mantiene la Encuesta Nacional y/, identifica cada parcela de tierra y unidad de propiedad. La identificación es utilizada por otros sistemas de información nacionales. El Tribunal de Registro de Tierras maneja el registro de títulos de propiedad, hipotecas y otras cargas. Los bancos hipotecarios conceden un préstamo únicamente con la condición de que la escritura de la hipoteca está registrada, pero no se requiere ningún otro tipo de garantía. Además, no se realiza una verificación de crédito detallada al prestatario, la garantía del préstamo es la propiedad, en lugar del prestatario. Los detalles del proceso de establecimiento de un préstamo hipotecario se describen en. Los municipios de Dinamarca mantienen sistemas de información, registrando, el urbanismo, los detalles de construcción de la obra y el valor de tasación, y las autoridades fiscales llevan un sistema informatizado de tasación masivo. Ambos sistemas se actualizan a través de esta abstracción obligatoria de títulos de propiedad, recogidos a través de los municipios.

### Ejecución hipotecaria
En caso de impago de las obligaciones de la hipoteca por el deudor hipotecario, el banco hipotecario puede poner la propiedad para su venta forzosa. Las ventas forzosas se realizan a través de los Tribunales del Orden Público (Fogedretten), que forman parte del sistema ordinario de justicia. Los acreedores hipotecarios serán cubiertos por orden de prioridad y mientras los préstamos hipotecarios fallidos se eliminarán del Registro de Tierras, los acreedores hipotecarios mantendrán su (no cubierta) reclamación contra el prestatario como una demanda personal. Por lo general no transcurren más de seis meses desde el momento en que el prestatario falla el pago del préstamo hasta que la venta forzosa se lleva a cabo. En contraste con Francia, por ejemplo, donde se puede llevar varios años para ejecutar la hipoteca.

#### Desahucio
Los costos humanos de expulsar a una familia, a la calle se ven mitigados por la vivienda social. Dinamarca cuenta con un parque de viviendas total de 2,5 millones de viviendas, de las cuales un 19 por ciento pertenecen a las asociaciones de vivienda social. Las asociaciones (almen boligorganisation) son subvencionadas por el gobierno y los municipios en cuanto al pago de un interés reducido, de la amortización de hipotecas y de la garantía de los préstamos. También los residentes - como en otras viviendas de alquiler - reciben subsidios individuales de alquiler relacionados con los ingresos, tamaño del hogar y tamaño del apartamento. Las personas en urgente necesidad de vivienda pueden acudir al ayuntamiento para obtener ayuda si no tienen posibilidades de resolver su problema de vivienda propia. El embargo se menciona como una de las causas, entre otras, como el divorcio, por ejemplo.
El 51 por ciento de los hogares en 2008 estaban ocupados por sus propietarios, y el mercado de alquiler comprende el 47 por ciento del parque de viviendas. Las viviendas ocupadas por sus propietarios, que satisfacen principalmente a las familias, reciben generosos beneficios del gobierno. Aparte de alivio hipotecario de impuestos, los propietarios también tienen derecho a una deducción estándar para el mantenimiento del hogar. Alrededor del 21% de los hogares en Dinamarca reciben subsidios de vivienda por parte del gobierno, la tasa más alta de la UE.
El 98% de las hipotecas danesas están titulizadas mediante títulos respaldados por hipotecas (obligaciones de deuda) y son vendidos por los emisores de hipotecas.

## Economía

### Ruta del proceso
- Los bancos hipotecarios son los que obtienen los datos de la solicitud y examinan la documentación y las evaluaciones de los emisores de que proponen las hipotecas.

- Cada banco hipotecario, todos los días, emite nuevos bonos por valor de un céntimo cada uno a un fondo común de bonos existente en una cantidad equivalente a los nuevos préstamos que hace ese día. El gestor de fondos de la institución hipotecaria decide cuándo vender los nuevos bonos en el mercado secundario ya que son idénticos a otros bonos en la misma serie.

- En caso de un alza o una caída en los tipos de interés, un nuevo fondo de bonos se puede iniciar a una tasa de ½ punto porcentual diferente de su predecesor, pero los rendimientos son equivalentes.

- El valor de los bonos cambia, se cotizan al final del día y hay fijación de precio intradía. La cantidad de efectivo transferido por la institución hipotecaria al emisor (prestatario) se basa en el número de bonos emitidos y su cotización del día anterior.

- Cada vez que un saldo del préstamo se reduce, un número equivalente de bonos son identificados por sorteo y se convierten en un bono diferente además con un valor nominal de un céntimo (que se convertirá a la par en efectivo en la próxima fecha de vencimiento). Esto y el hecho de que los bonos emitidos originalmente igualan a la cantidad total del préstamo, hace cumplir el “principio de equilibrio”.

- Las amortizaciones anticipadas de préstamos se pueden hacer con dinero en efectivo con algunos requisitos de aviso previo para que así el mercado de bonos pueda anticipar lo que viene. De hecho un contrato se hace de antemano especificando que el dinero en efectivo presentado se utilizará para pagar por adelantado en la próxima fecha de pago.

- Los préstamos también pueden ser prepagados con bonos. Estos bonos se pueden comprar con descuento si a eso es lo que se están negociando, y recibir crédito prepago a la par. Las amortizaciones anticipadas de préstamos en bonos requieren la presentación de los bonos de la serie que financió el préstamo. Los inversores en bonos no consideran las amortizaciones anticipadas de préstamos con bonos como un prepago en absoluto ya que los bonos eliminados por el pago anticipado no incluyen los bonos mantenidos por los inversores.

### Costos
Un estudio publicado por la Comisión Económica de las Naciones Unidas para Europa comparó los sistemas hipotecarios de Alemania, Estados Unidos y Dinamarca. El Bausparkassen (sociedad de préstamo inmobiliario alemana) ha informado de tasas de interés nominales de alrededor del 6 por ciento anuales en los últimos 40 años (en 2004). Además, cobran comisiones de administración y servicios (1,5 por ciento del monto del préstamo). En los Estados Unidos, las tasas de interés promedio para hipotecas de tipo fijo en el mercado inmobiliario comenzaron en cifras altas de dos dígitos en la década de 1980 y han alcanzado (en 2004) alrededor del 6 por ciento anual. Sin embargo, los costos brutos de financiación son sustancialmente superiores a la tasa de interés nominal y ascendieron en los últimos 30 años al 10,46 por ciento. En Dinamarca, al igual que el mercado de capitales de los Estados Unidos, las tasas de interés han bajado a un 6 por ciento anual. Una comisión por riesgo y administración asciende al 0,5 por ciento de la deuda pendiente. Además, se cobra una comisión de adquisición que equivale a un uno por ciento del principal.

### Grado de integridad
En comparación con otros sistemas europeos de financiación de la vivienda, el sistema hipotecario danés combina un relativamente alto grado de integridad y eficiencia de costes. La integridad del mercado puede ser evaluada en relación con una serie de criterios, en particular la variedad de productos hipotecarios a disposición de los potenciales prestatarios, el acceso al mercado (es decir, la amplitud de prestatarios que efectivamente tienen acceso a los productos hipotecarios), la distribución de los productos y la disponibilidad de información y asesoramiento sobre los productos hipotecarios. 
Basándose en estos criterios, En 2003, el estudio de Mercer Oliver Wyman y la Federación Hipotecaria Europea clasificó como el tercero al mercado danés (después del Reino Unido y Países Bajos, España en penúltimo lugar tras Portugal) dentro de una muestra de ocho mercados europeos. Por otra parte, estudios más exhaustivos han confirmado este alto nivel de integridad del mercado hipotecario danés.

## Tipos de interés al 0% en hipotecas en Dinamarca
En 2021 el sector financiero de Dinamarca, conocido como uno de los mercados del mundo con los créditos hipotecarios más baratas, generalizó el interés al 0%. En concreto el banco Nordea ha comenzado a comercializar hipotecas a 20 años al 0% sumándose a otros bancos como Jyske Bank. El caso de Dinamarca tiene dos diferencias importantes respecto al resto de la zona euro: 1) su banco central comenzó a fijar los tipos de interés negativo años antes de que lo decidiera hacer el Banco Central Europeo, 2) los bancos daneses obtienen el dinero para entregar hipotecas de emisiones de bonos en el mercado y no mediante depósitos por lo que el banco es solamente un intermediario entre un inversor y el cliente que quiere comprar una casa.